# Sobieski (Wisconsin)
Sobieski es un lugar designado por el censo ubicado en el condado de Oconto en el estado estadounidense de Wisconsin. En el Censo de 2010 tenía una población de 259 habitantes y una densidad poblacional de 79,43 personas por km².

## Geografía
Sobieski se encuentra ubicado en las coordenadas 44°43′22″N 88°3′57″O / 44.72278, -88.06583. Según la Oficina del Censo de los Estados Unidos, Sobieski tiene una superficie total de 3.26 km², de la cual 3.26 km² corresponden a tierra firme y (0%) 0 km² es agua.

## Demografía
Según el censo de 2010, había 259 personas residiendo en Sobieski. La densidad de población era de 79,43 hab./km². De los 259 habitantes, Sobieski estaba compuesto por el 98.46% blancos, el 0.39% eran afroamericanos, el 0.39% eran amerindios, el 0% eran asiáticos, el 0% eran isleños del Pacífico, el 0% eran de otras razas y el 0.77% pertenecían a dos o más razas. Del total de la población el 1.16% eran hispanos o latinos de cualquier raza.